# Maria Kaczyńska
Maria Helena Kaczyńska rozená Mackiewicz (21. srpna 1942?, Machowo – 10. dubna 2010, Pečersk, Rusko) byla polská první dáma v letech 2005 až 2010.

## Životopis
Maria Mackiewicz se narodila ve vesnici Machowo. Zdroje se však rozcházejí v roce narození: hovoří se o letech 1942, 1943 nebo 1950. Její otec bojoval v řadách Zemské armády, jeden její strýc bojoval v řadách jednotek generála Władysława Anderse v bitvě u Monte Cassina a jiný strýc se stal obětí Katyňského masakru. Základní a střední školu Maria absolvovala v obci Rabka-Zdrój na jihu Polska. Dopravní ekonomii a zahraniční obchod vystudovala Vysokou školu ekonomickou v Sopotech (dnes se jedná o Univerzitu v Gdańsku). Po promoci v roce 1966 pracovala v gdaňském námořním institutu, kde se potkala se svým budoucím manželem Lechem Kaczyńským. Vzali se v roce 1978, jediná dcera Marta se narodila v červenci 1980.
Zemřela společně se svým manželem při leteckém neštěstí u ruského Smolensku 10. dubna 2010.

## Vyznamenání
- velkokříž Řádu prince Jindřicha, Portugalsko, 1. září 2008[2]
- Řád Xirka Ġieħ ir-Repubblika, Malta, 26. ledna 2009[3][4]
- velkokříž Řádu Vitolda Velikého, Litva, 15. dubna 2009[5]
- dáma velkokříže Maltézského záslužného řádu, Suverénní řád Maltézských rytířů, 14. května 2007
- velkokříž Řádu znovuzrozeného Polska in memoriam, Polsko, 16. dubna 2010[6]